# Guilherme Batata
Guilherme Felipe de Castro (Uberaba, 2 mei 1992) is een Braziliaans voetballer die bij voorkeur als middenvelder speelt. Sinds 2013 speelt hij bij Atlético Paranaense. Zijn debuut voor de club heeft hij echter nog niet gemaakt.

## Carrière

### Clubcarrière
Batata startte zijn carrière in de Campeonato Paulista Série A2 bij União Barbarense, dat hem huurde van Atlético Paranaense. Na dat seizoen werd hij in 2014 verhuurd aan Ferroviária in de Campeonato Paulista.
In augustus 2014 werd bekend dat Batata deel uitmaakte van de lijst met 49 beschikbare spelers voor de internationale draft van de Indian Super League 2014. Batata werd in de vijfde ronde als eerste gedraft door NorthEast United FC. Op 13 oktober 2014 maakte hij zijn debuut in de gewonnen wedstrijd tegen de Kerala Blasters. Bijna twee weken later, in de wedstrijd tegen Mumbai City FC, verving hij na twaalf minuten de geblesseerd geraakte Isaac Chansa. In blessuretijd maakte Batata zijn eerste doelpunt in de Indian Super League.

### Interlandcarrière
Batata maakte deel uit van het Braziliaanse elftal onder 17 dat meedeed aan het wereldkampioenschap voetbal onder 17 in 2009. Batata maakte één doelpunt in de groepsfase, maar kon niet voorkomen dat Brazilië vroegtijdig werd uitgeschakeld.